# یلنا زانفسکایا
یلنا زانفسکایا (به انگلیسی: Jelena Zanevskaja) ژیمناست زادهٔ ۲ آوریل ۱۹۸۷ میلادی اهل کشور لیتوانی است.